# 速霸陸Levorg
速霸陸Levorg（日语：スバル・レヴォーグ）乃是日本富士重工業自2014年起設計製造的緊湊型五門旅行車。

## 歷史與概要

### 第一代VM系（2014年-2020年）
2013年 - 富士重工業首度於11月20日開幕的第43屆東京國際車展公開概念車型，關於車名由來，取「Legacy、Revolution、Touring」等三字組合而成。
2014年 - 3月開始在日本本土市場接受預購，5月正式上市的量產車型與概念車型相去不遠。車頭設計與高性能車款WRX近似，大燈組與進氣格柵的輪廓相仿。從車身尺碼來看，其產品定位介於Impreza和Legacy之間，可視為Impreza的五門旅行車版。
動力來源共有兩種：可榨出最大馬力170ps / 4,800-5,600rpm、扭力峰值25.5kgf·m / 1,800-4,800rpm的1.6L水平對臥四缸DOHC FB16 DIT型渦輪增壓引擎，以及可榨出最大馬力300ps / 5,600rpm、扭力峰值40.8kgf·m / 2,000-4,800rpm的2.0L水平對臥四缸DOHC FA20F型渦輪增壓引擎。這兩顆動力心臟皆搭配Lineartronic CVT無段式變速箱、含VDC車身動態控制系統的對稱式全時四輪驅動系統（Symmetrical AWD）及SI-DRIVE駕駛輔助系統，不過1.6L的CVT變速箱僅能模擬6速，2.0L車型則因SI-DRIVE系統增加S#高性能模式，CVT變速箱可模擬至8速。此外，高端車型另裝配EyeSight行車安全輔助系統，以及可防止駕駛人忘記排入倒車檔，無預期向後加速時引擎會自動斷油的防反向後退加速碰撞管理系統（Pre-collision Reverse Throttle Management System）。此外為了提升燃油效率，1.6L車型配備了怠速熄火系統，至於2.0L車型則因沒有足夠的空間放置維持CVT變速箱油壓的油泵，所以取消了此項配備。
2015年 - 10月15日台灣意美汽車宣佈引進該車款，成為繼英國後第二個海外發表市場。動力心臟為1.6L水平對臥四缸DOHC FB16 DIT型渦輪增壓引擎，具有最大馬力170ps / 4,800-5,600rpm、扭力峰值25.5kgf·m / 1,800-4,800rpm之實力，搭配Lineartronic CVT變速箱。區分成「GT」和「GT-S」二種車型，前者標準配備有ABS防鎖死煞車系統、ATV主動扭力引導系統、BAS煞車力道輔助系統、EBD電子制動力分配系統、VDC車身動態穩定控制系統、雙前座電熱椅、Keyless免鑰匙進入和按鈕啟動系統、LCD多點觸控螢幕附倒車顯影功能等，後者則外加SRVD後方車輛偵測警示輔助系統與HBA遠光輔助系統。
2016年 - 6月10日開始販售部分改良（C型），後座安全帶加入撞擊時自動緊束功能，同時後座椅更換更好的碰撞緩衝結構，前車門加入上樑以增進側撞防護效果。「1.6GT EyeSight」車型更換新設計的17吋鋁圈，「GT-S EyeSight」車型新設亮珍珠座椅皮革，前車窗、後三角窗及行李廂等處加強隔音。同年7月21日開始發售性能版「STI Sport」車型，動力輸出和一般車型相同，但增加STI設計的全車空力套件、18吋鋁圈等。內裝方面的方向盤、排檔頭、座椅及門飾板等處皆有紅色車縫線，雙前座為酒紅色搭配黑色的賽車桶椅。前懸吊系統採用倍適登（Bilstein）出品的DampMatic II倒叉式減震筒，後懸吊亦是倍適登產品，轉向系統也經過強化。
2018年 - 4月27日公布2019小改款車系，並於6月1日開始發售。改進了EyeSight的預碰撞制動控制，當識別目標是在與車輛相同的方向上行進的行人或自行車時，通過加速減速控制的操作定時來改善避免碰撞的可能性。另外，當在低速行駛時在前方存在障礙物的情況下確定加速器被意外按下時，通過操作預碰撞制動器來輔助防撞。增加「1.6 GT EyeSight Smart Edition」作為速霸陸成立60週年的特殊紀念車，除了配備「Eye Sight Safety Plus」作為標準配置外，還配備採用LED的遠光和近光燈、黑色邊框、用深色電鍍和黑色烤漆裝飾的前格柵、黑色後視鏡、以及鋁合金運動踏板。同年11月27日公開特別車款「1.6 GT EyeSight V-SPORT」（2019年1月15日開始發售），它是繼之前Levorg發布「1.6 GT EyeSight Smart Edition」之後的SUBARU 60週年特別規格車型。
2019年 - 5月7日發表改裝車型「STI Sport Black Selection」和特別車型「1.6 GT-S EyeSight Advantage Line」。

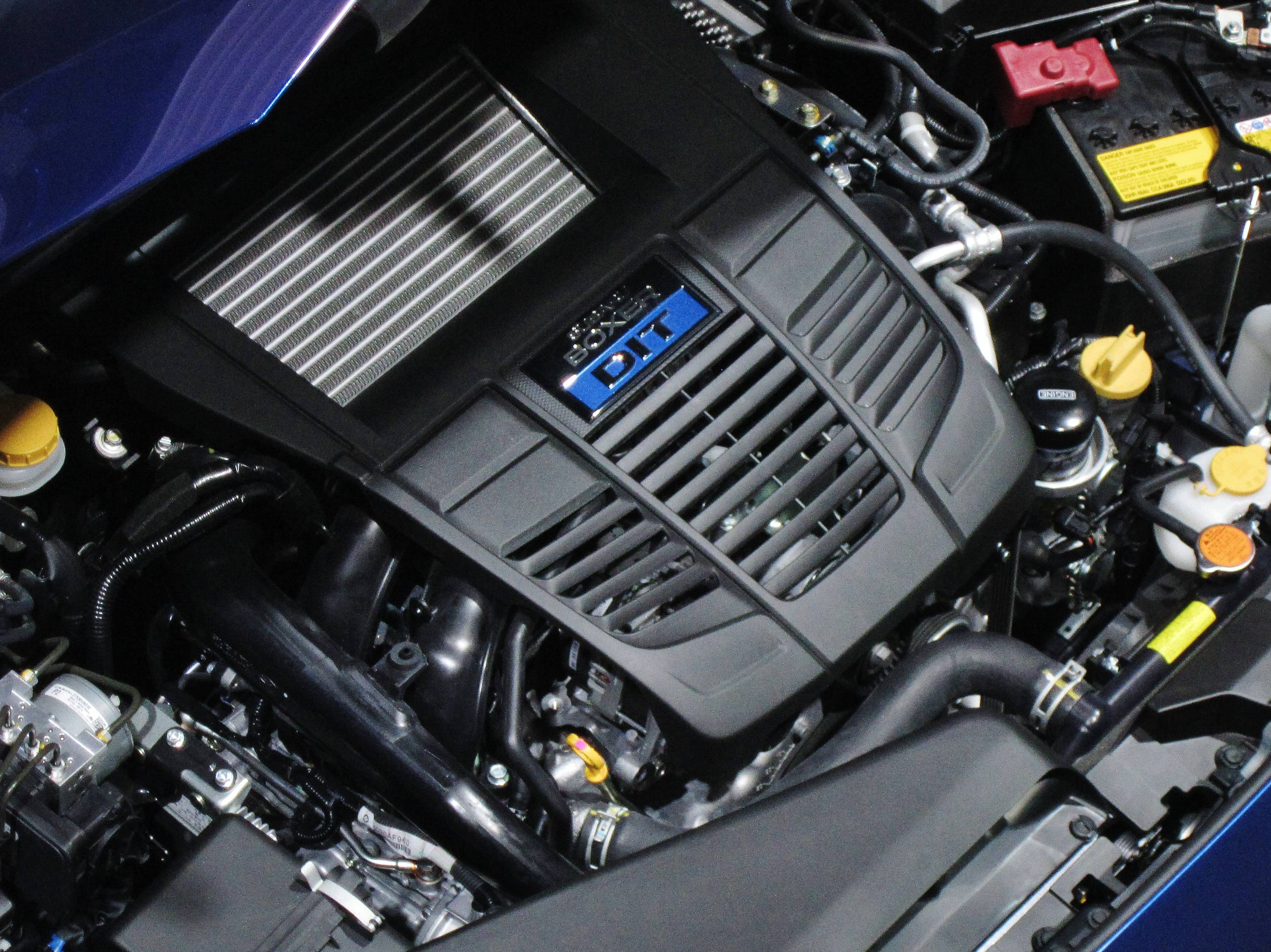
引擎室特寫
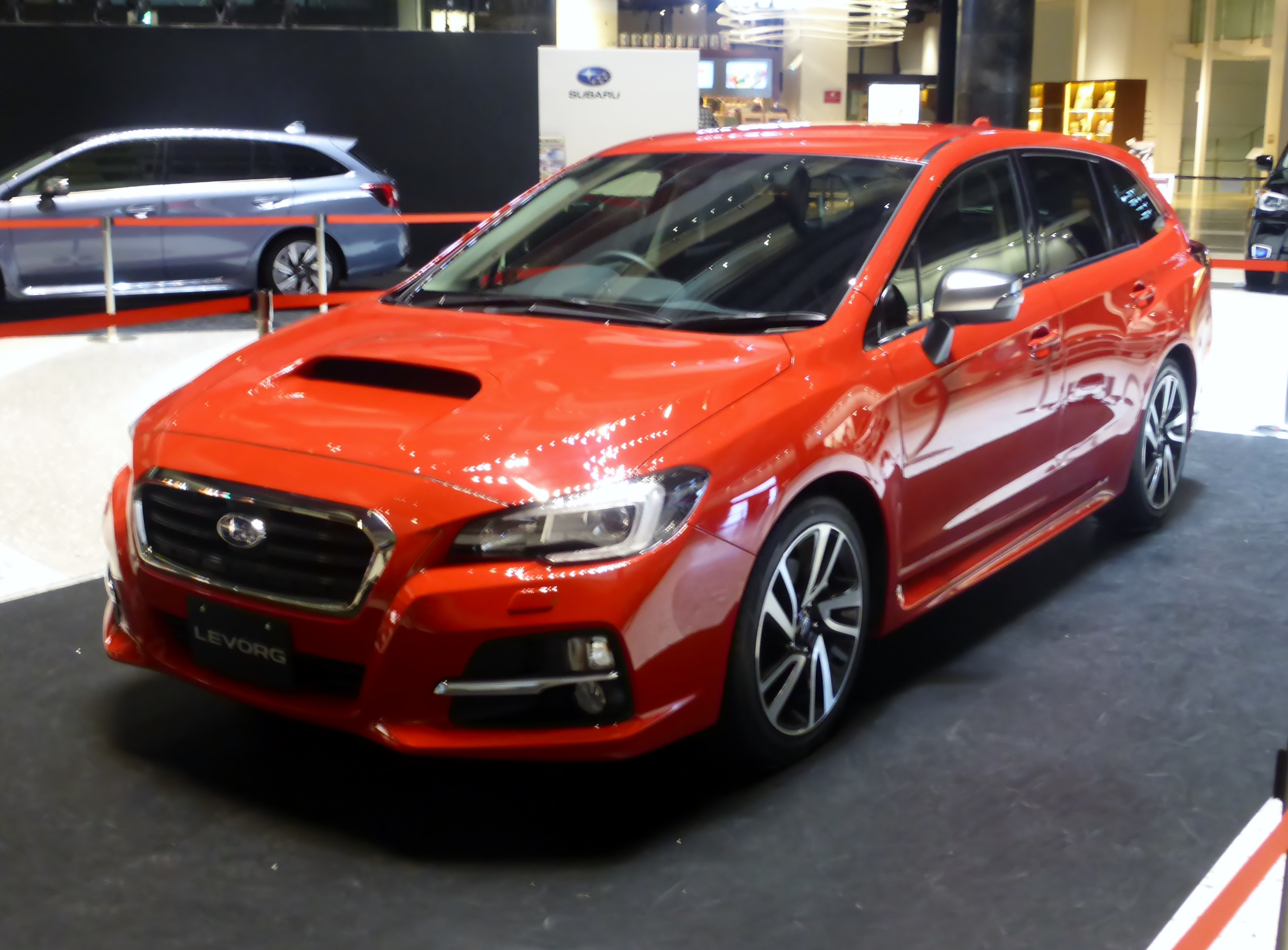
車頭
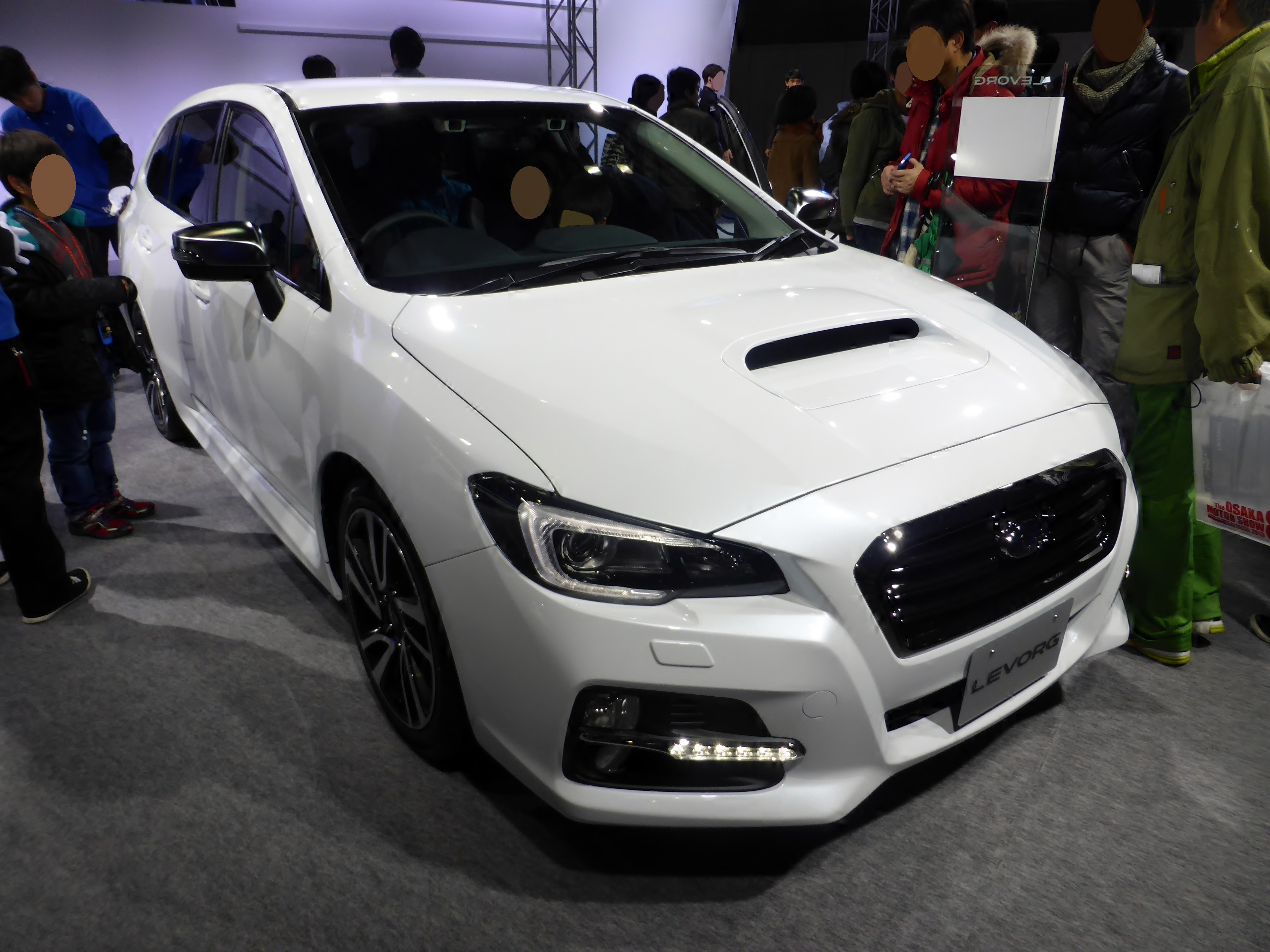
2013年大阪車展
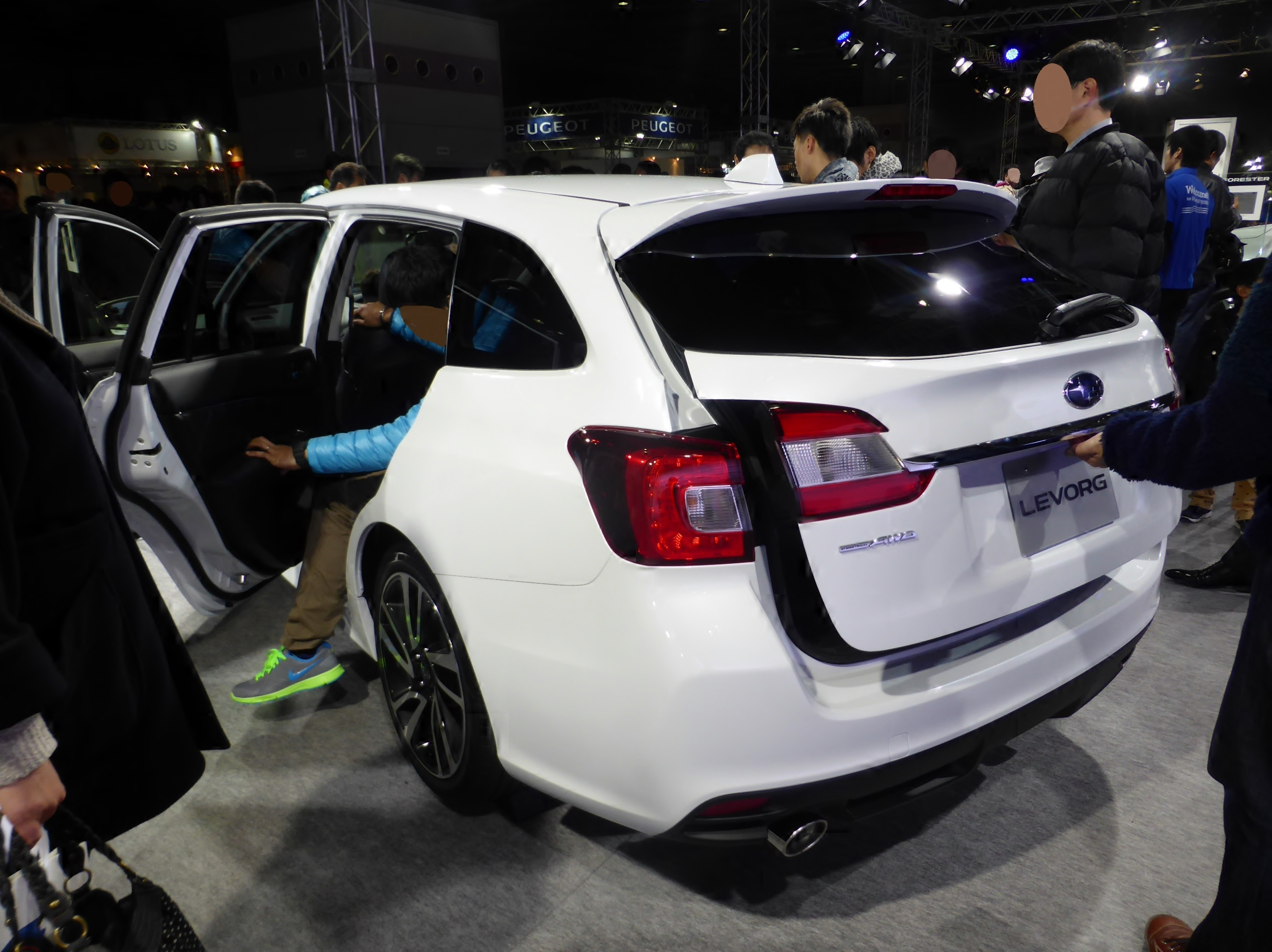
2013年大阪車展
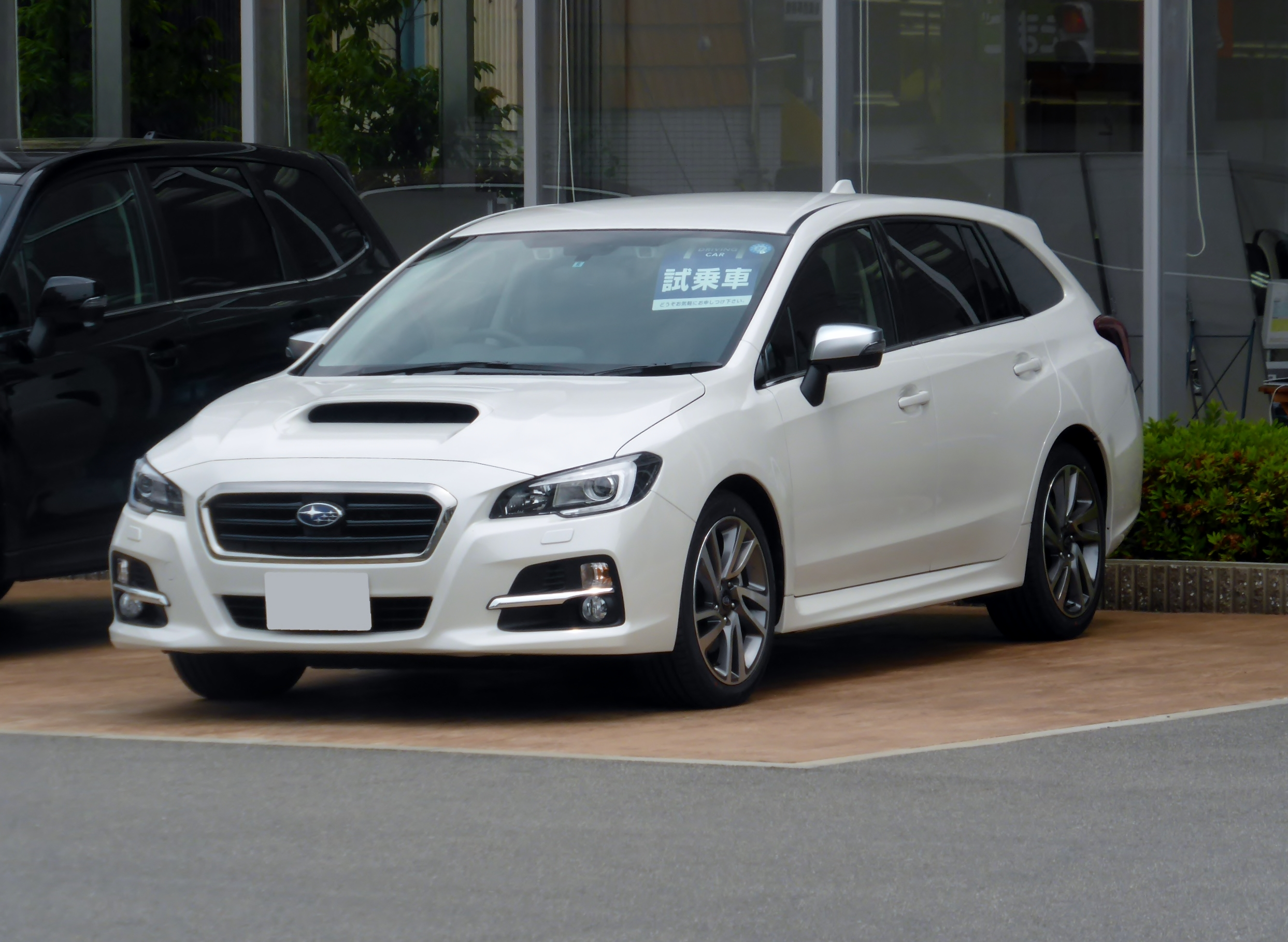
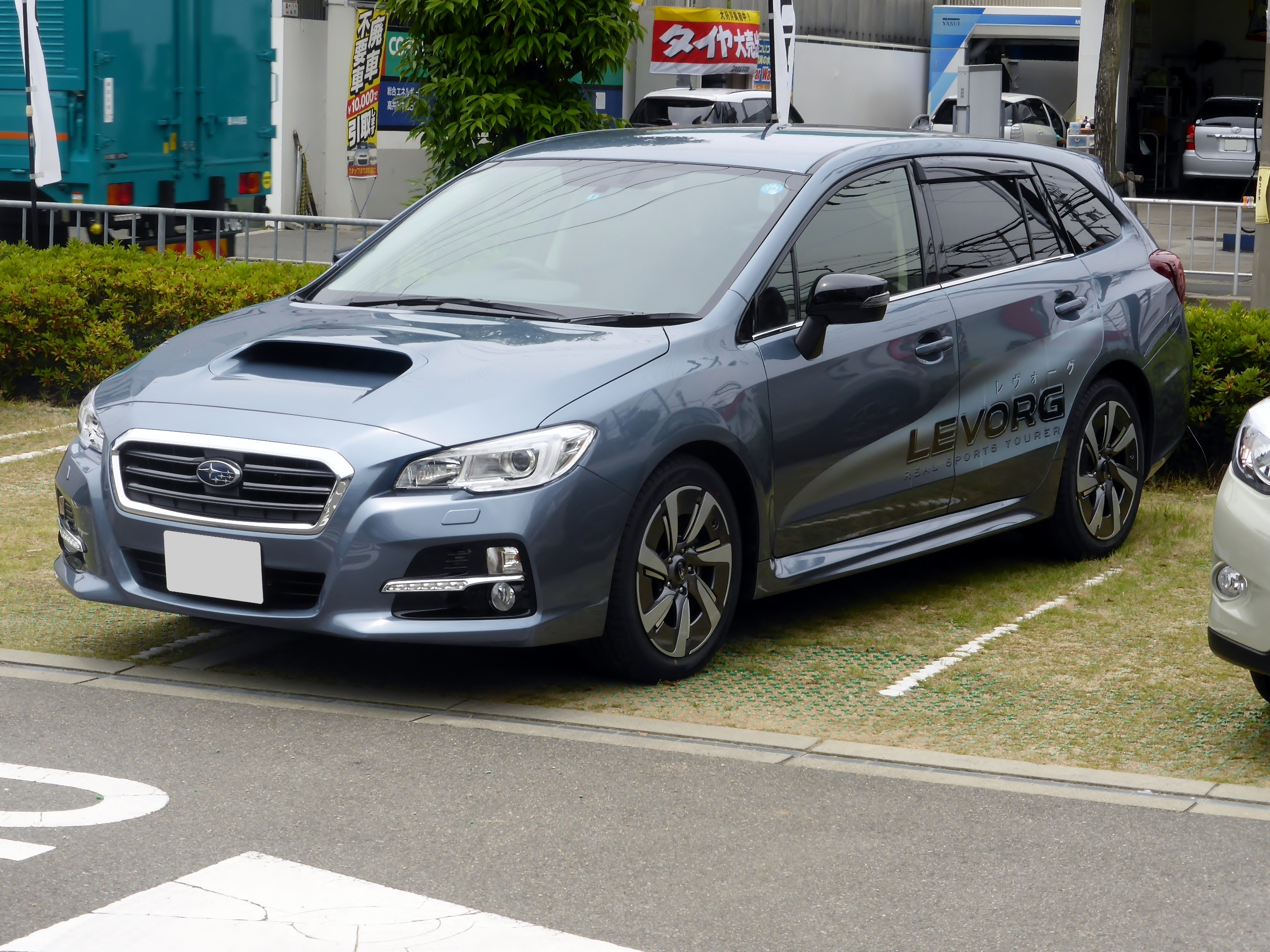
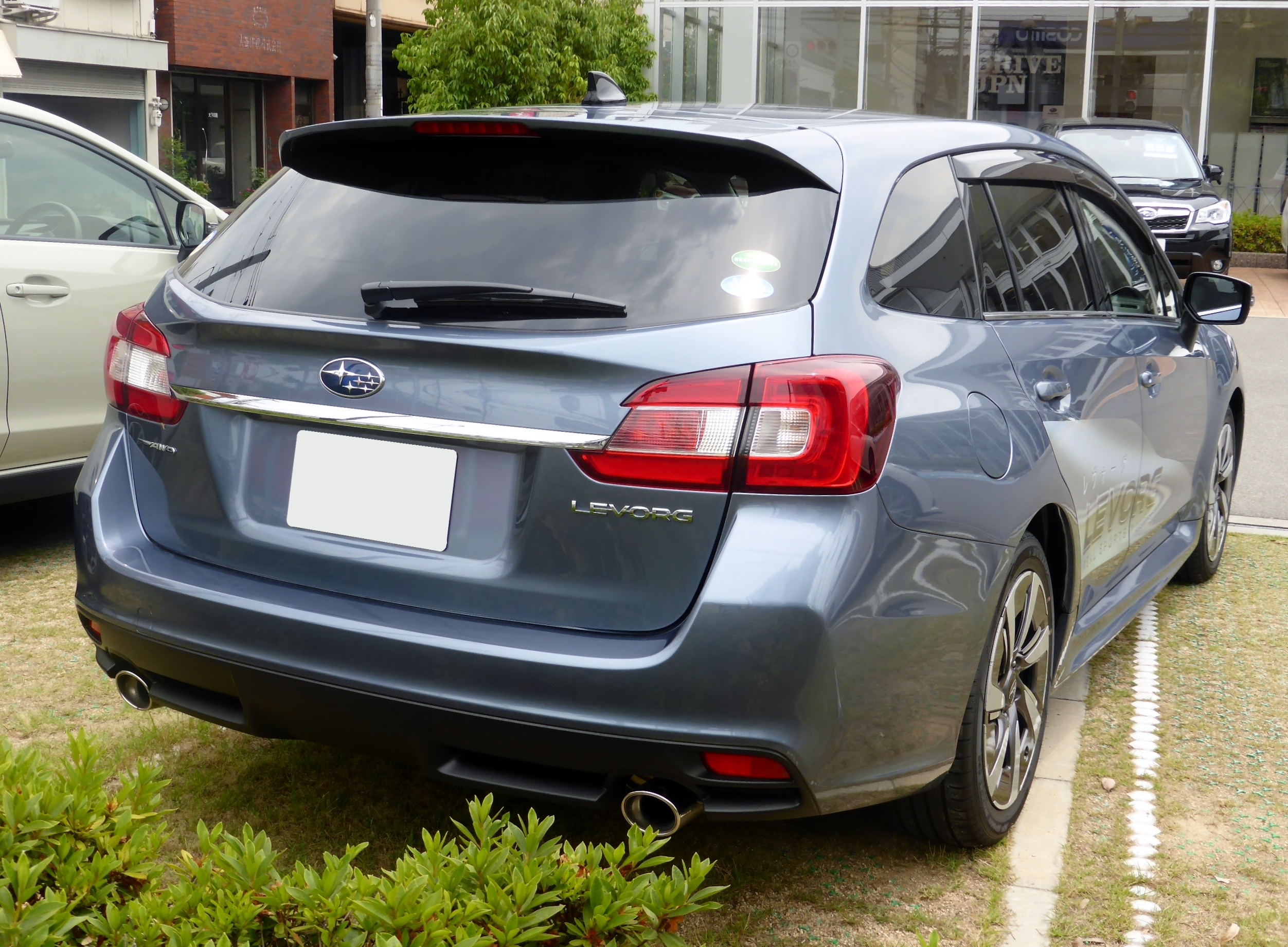
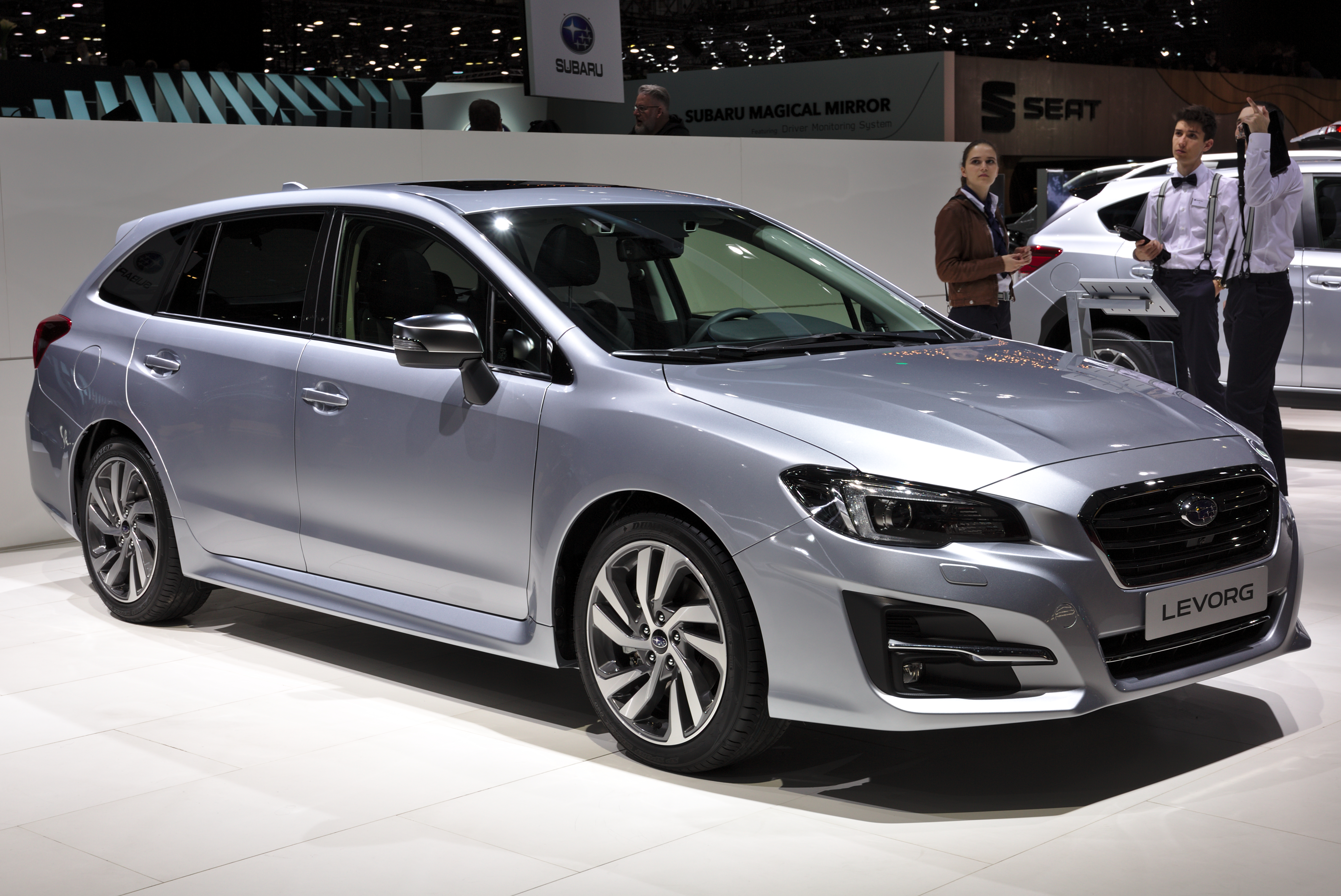
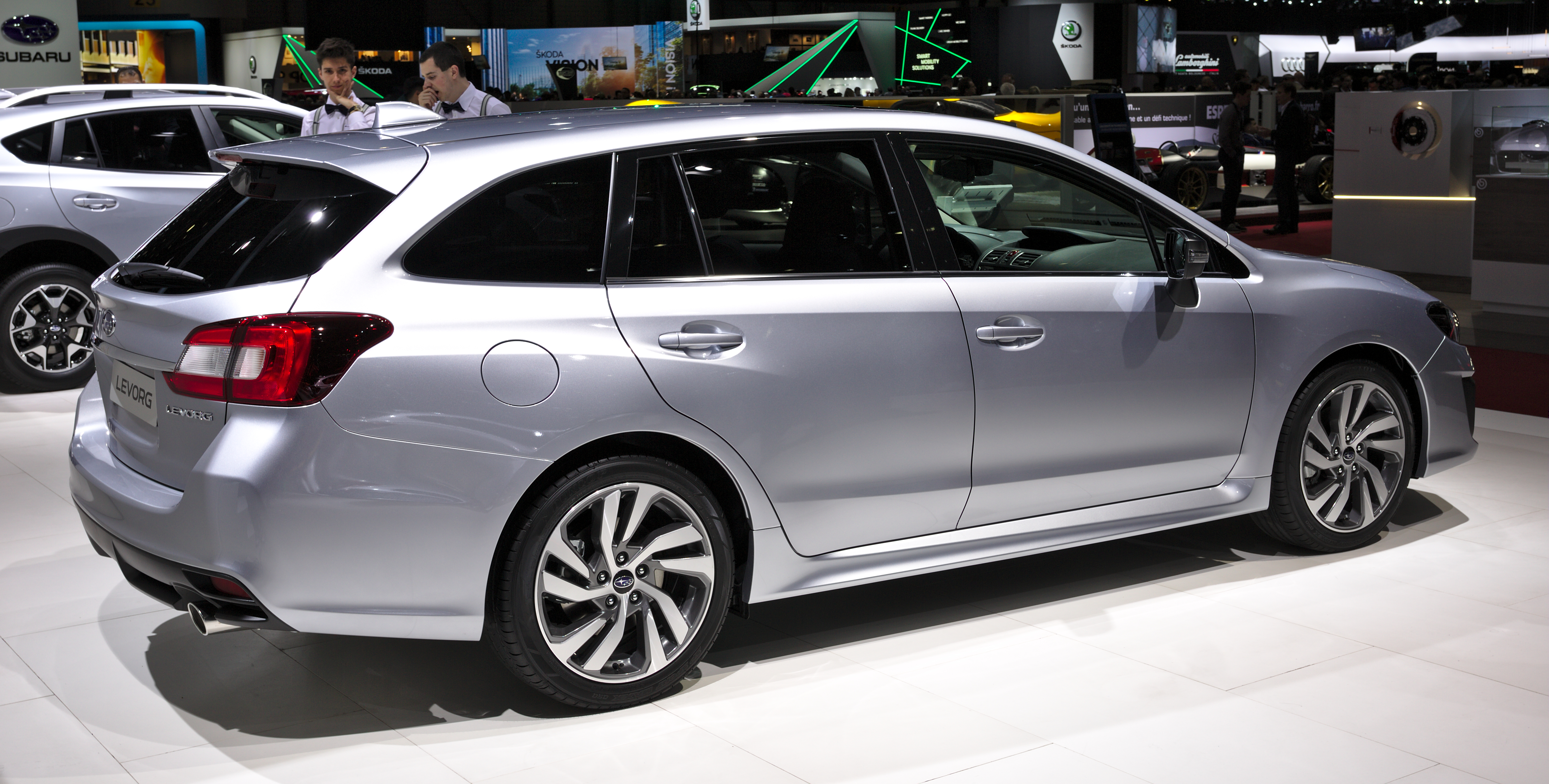

## 外部連結
- （日語）日本官方網站 （页面存档备份，存于）